# Lega Autonomia Veneta
La Lega Autonomia Veneta è stato un movimento politico di ispirazione regionalista attivo nella Regione Veneto dal 1992.
Si è affermato ad opera di alcuni esponenti tra cui il senatore Mario Rigo, già Sindaco di Venezia, che aveva lasciato il Partito Socialista Italiano. In vista delle elezioni regionali italiane del 1990 venne stipulato un accordo tecnico col Partito Sardo d'Azione per semplificare la raccolta delle firme e presentare la lista Iniziativa Civica che ottenne un seggio in Veneto.
Quando la Liga Veneta confluì nella Lega Nord nel 1991, adottando di conseguenza come simbolo l'Alberto da Giussano, il movimento cambiò nome dapprima in Lega delle Liste Civiche per l’Autonomia del Veneto e poi in Lega Autonomia Veneta, adottando come simbolo il leone di San Marco che era stato della Liga e inserendo in piccolo la parola “Autonomia”. Con questo emblema si presentò alle elezioni politiche del 1992 portando all'elezione di un deputato (il leader Mario Rigo) e un senatore (Pierluigi Ronzani).
Alle elezioni politiche del 1994 si presentò autonomamente dai principali schieramenti nei collegi del Veneto sia alla Camera che al Senato. Ottenne alcuni risultati significativi, ma non riuscì ad eleggere alcun deputato né senatore, a causa del sistema maggioritario.
In occasione delle elezioni regionali venete del 1995, il movimento presenta Giorgio Panto alla carica di Presidente della Regione: il risultato è del 3,7%.
Alle elezioni politiche del 1996 si federò con la coalizione di centrosinistra l'Ulivo: in tutti collegi del Veneto i candidati dell'Ulivo erano sostenuti anche dalla Lega Autonomia Veneta (che presentava anche il suo logo all'interno di quello dell'Ulivo).
Unico eletto in rappresentanza del movimento fu il leader Mario Rigo in un collegio senatoriale di Venezia, che s'iscrisse al gruppo misto e sostenne i governi di centrosinistra succedutisi tra 1996 e 2001.
Nel 1997 Rigo diede vita, assieme al sindaco di Venezia Massimo Cacciari, al Movimento Nordest, che si proponeva di incalzare il centrosinistra sulla via della riforma federalista dello stato e di aggregare gli elettori veneti contrari alla politica secessionista della Lega Nord. In occasione delle elezioni amministrative del 1998 il movimento riportò un discreto risultato nelle provinciali di Treviso, per le quali concorse con un proprio candidato ottenendo l'8,7% dei voti; regredì rapidamente dopo il disimpegno di Cacciari, più interessato ad un coordinamento con gli altri sindaci dell'Ulivo, molti dei quali avevano aderito al nuovo partito de I Democratici. Il movimento di Rigo cercò allora di estendersi al di fuori dei confini del Veneto (prendendo, a livello nazionale, il nome di Lega delle Regioni) e partecipando senza successo alle elezioni europee del 1999 in una lista col Partito Sardo d'Azione e il nucleo di quelli che sarebbero poi diventati i Consumatori Uniti.

## Risultati elettorali
| Elezione       | Elezione             | Voti    | %    | Seggi |
| -------------- | -------------------- | ------- | ---- | ----- |
| Politiche 1992 | Camera               | 152.396 | 0,39 | 1     |
| Senato         | 142.446              | 0,43    | 1    |       |
| Politiche 1994 | Proporzionale Camera | 103.764 | 0,27 | 0     |
| Senato         | 165.370              | 0,50    | 0    |       |
| Europee 1994   | in Federalismo       | -       | 0    |       |
| Politiche 1996 | Maggioritario Camera | 997.534 | 2,67 | 0     |
| Senato         | nell'Ulivo           | -       | 1    |       |